# Stazione di Nakayama (Kanagawa)

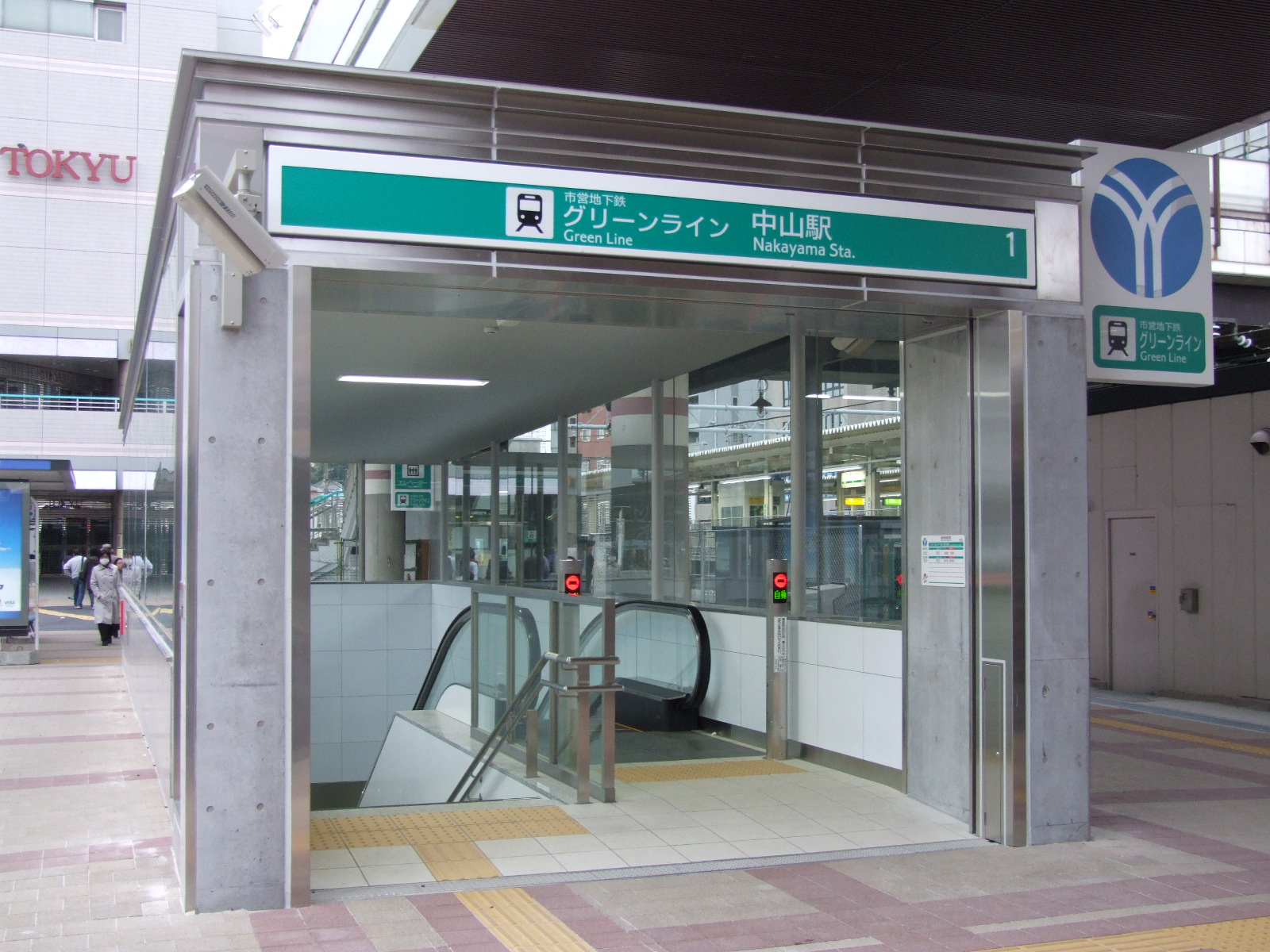
Uno degli ingressi della linea verde della metropolitana

La stazione di Nakayama (中山駅?, Nakayama-eki) è una stazione ferroviaria della città giapponese di Yokohama, nella prefettura di Kanagawa in Giappone. Si trova nel quartiere di Midori-ku ed è servita dalla linea Yokohama della JR East. La stazione è anche l'attuale capolinea della linea verde della metropolitana di Yokohama.

## Linee

### Ferrovie
East Japan Railway Company
■ Linea Yokohama

### Metropolitane
Metropolitana di Yokohama
 Linea verde

## Struttura

### Stazione JR
La stazione JR si trova su un viadotto ed è dotata di tre binari con un marciapiede a isola centrale e uno laterale.
| 1 | ■ Linea Yokohama |  | per Machida, Hashimoto e Hachiōji              |
| 2 |                  |  |                                                |
| 3 | ■ Linea Yokohama |  | per Shin-Yokohama, Higashi-Kanagawa e Yokohama |

### Stazione della metropolitana
La stazione metropolitana si trova sottoterra, con due binari e una banchina a isola centrale.
| 1-2 | Linea verde |  | per Hiyoshi e Center-Minami |

## Stazioni adiacenti
| «              | Servizio       | »              |
| Linea Yokohama | Linea Yokohama | Linea Yokohama |
| -------------- | -------------- | -------------- |
| Kamoi          | Locale         | Tōka-Ichiba    |
| Kamoi          | Rapido         | Nagatsuta      |
| Linea Verde    |                |                |
| Capolinea      | -              | Kawawachō      |